# Meister E. S.

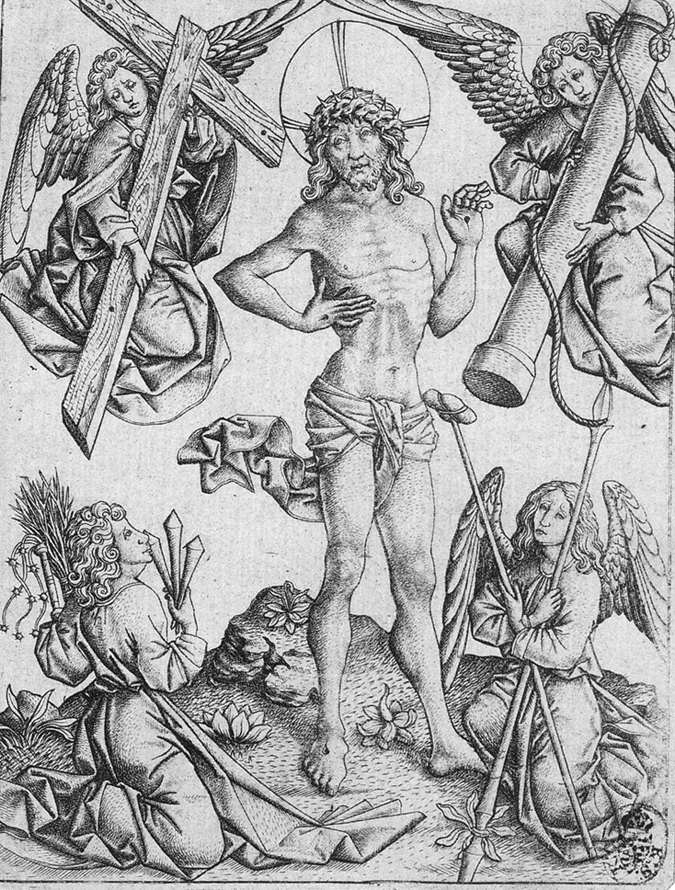
Schmerzensmann und vier Engel mit Passionswerkzeugen (L. 55), Kupferstich von Meister E. S. im Kupferstichkabinett Dresden

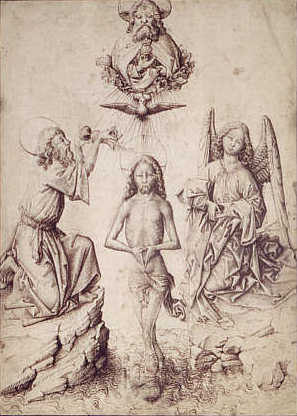
Die Taufe Christi, eine der beiden Meister E. S. zugeschriebenen Federzeichnungen, 295 × 215 mm, Paris, Louvre

Meister E. S. (* um 1420; † um 1468), früher auch Meister von 1466 genannt, war ein deutscher Kupferstecher, Goldschmied und Zeichner der Spätgotik (1350–1530). Er gilt als einer der Begründer des Kupferstichs und war ein herausragender früher deutscher Kupferstecher und Hauptmeister seiner Zeit. Neben zwei Handzeichnungen werden ihm heute 318 Kupferstiche zugeschrieben.

## Name und Identität
Die Kunsthistoriker gaben dem Künstler den Notnamen „Meister E. S.“, da er einige seiner Arbeiten mit dem Kürzel E. S. signierte, einige andere mit E. oder einem gelegentlich seitenverkehrten e. Die Identität des Meisters ist nicht bekannt. Es ist unklar, ob es sich bei der Signatur E. S. um die Initialen seines Namens handelt. In seiner Monographie über den Meister E. S. hat der Kunsthistoriker Janez Höfler ihn unter anderem anhand der Signatur E. S. mit Erwin/Erwein van Stege identifiziert, der zwischen 1456 und 1475 der kaiserliche Münzmeister, Siegelstecher und Goldschmied des römischen Kaisers Friedrich III. war und 1486 starb.
Einige zuerst unter dem Notnamen Meister der Sibylle geführte Stiche gelten als Frühwerk des Meisters E. S.

## Leben
Meister E. S. ist nur aus seinem Werk bekannt, da keine Schriftquellen mit biographischen Angaben erhalten sind. Aus dem alemannischen Dialekt seiner Inschriften, den stilistischen und ikonographischen Eigenheiten, den Wappen, seinen Wasserzeichen und seiner stilbildenden Wirkung auf andere Werkstätten und Künstler schließt man, dass er Mitte des 15. Jahrhunderts am Oberrhein tätig war. Sehr wahrscheinlich ist, dass Meister E. S. seit etwa 1440 wohl in Konstanz, Basel, am Bodensee und im Norden der Schweiz sowie später in Straßburg tätig war und seine Arbeiten zwischen 1450 und 1468 entstanden sein müssen. Da die einzigen bekannten Datierungen auf einigen seiner Blätter, die stilistisch zu seinen Spätwerken gezählt werden, die Jahreszahlen 1466 und 1467 sind, wird angenommen, dass er kurze Zeit später starb.
Da sich einige von Meister E. S.’ Blättern in Gesichtszügen, Komposition, und stilistischen Eigenheiten sehr voneinander unterscheiden, liegt auch die Vermutung nahe, dass sich hinter dem Meister E. S. eine Werkstatt mit mehreren Mitarbeitern verbirgt.

## Kunsthistorischer Hintergrund: Entwicklung von Holzschnitt und Kupferstich
Ab Ende des 14. Jahrhunderts setzte sich in Europa endgültig die Herstellung und Verwendung von Papier durch. Das bis dahin genutzte Pergament war im Gegensatz dazu ein spröderes Material, teurer im Erwerb und saugte die Farbe weniger gut auf. Die Entwicklung der druckgrafischen Techniken des Holzschnitts und des Kupferstichs waren die wichtigsten kunsthistorischen Erfindungen im 15. Jahrhundert.
Die Handwerker des Zeugdruckes, die Kleidung, Decken und Vorhangstoffe bedruckten, führten wahrscheinlich als Erste Holzschnittdrucke auf Papier aus. Der technische Vorgang des Zeugdruckens war dem des Holzschnittes am nächsten. Die Handwerker färbten ihr Formmodel schwarz ein und drückten es statt auf Stoffe auf Papier. Ein so gedrucktes Bild ist ein Holzschnitt im Hochdruckverfahren. Analog dieser Vorgehensweise erfanden Goldschmiede etwa um 1430/1440 den Kupferstich, indem sie gravierte Platten aus Kupfer einschwärzten, blankputzten – die Farbe blieb in den vertieften Linien – und feuchtes Papier darauf pressten (sogenanntes Tiefdruckverfahren). Die ersten Holzschnitte waren gegen Ende des 14. Jahrhunderts meist Einzelblätter mit beliebten religiösen Themen. Kupferstiche galten als vornehmer als Holzschnitte und waren wegen des Herstellungsaufwands (Material, Tiefdruck) teurer und seltener. Holzschnitte wurden zum Massenprodukt und für Heiligenbildchen, Flugblätter und Spielkarten verwendet.

## Werk des Meisters E. S.

### Gesamtwerk
Von dem Gesamtwerk des Meisters E. S. sind neben zwei Handzeichnungen, die ihm mit Sicherheit zuzuordnen sind, 318 ihm zugeschriebene Kupferstiche bis heute erhalten geblieben. Meister E. S. hat von diesen Stichen 18 mit seinem Kürzel signiert, 4 mit dem Datum 1466 (nach dieser Jahreszahl wurde er früher „Meister von 1466“ genannt) und 10 mit dem Datum 1467.
95 der Stiche sind nur als Unikate erhalten, von 50 weiteren Stichen existieren zwei Abzüge. Dem Kupferstecher und begabtesten Nachfolger (Werkstattnachlass) seiner Schule Israhel von Meckenem d. J., werden Überarbeitungen und Kopien zugeschrieben, die dieser mit seinem Namen, mit dem Kürzel „I.M.“ oder dem Monogramm von Martin Schongauer (M.S.) signierte. Aus den Kopien und anderen nicht vollständig erhaltenen Serien ergibt sich, dass Meister E. S. noch etwa 200 weitere Stiche schuf und sich die Gesamtzahl seiner Werke auf 500 beziffern lässt.
Max Lehrs und Max Geisberg erforschten Anfang des 20. Jahrhunderts das Werk des Meisters E. S. und schrieben ihm 318 beziehungsweise 320 Stiche zu. Die Darstellung einer Monstranz, bei der drei Platten verwendet wurden, zählten sie als einen Stich. Lehrs nummerierte die Kupferstiche und verfasste 1910 ein Verzeichnis, das mit einer Auflage von 150 Exemplaren veröffentlicht wurde. Geisberg veröffentlichte 1923/1924 ein Tafelwerk mit den Stichen des Meisters mit einer Auflage von 300 Exemplaren.
Größere Sammlungen des Werkes findet man in den folgenden Kupferstichkabinetten: Kupferstichkabinett Dresden, Kupferstichkabinett Berlin, Albertina in Wien, Staatliche Graphische Sammlung München sowie in der Sammlung des Louvre in Paris und dem Kupferstichkabinett in London. In den USA gab es früh ein Interesse für die Werke Meister E. S.’. Dort wurde eine große Anzahl von Stichen von Privatleuten gesammelt. Auch deshalb fand die erste große Ausstellung zum Œuvre des Meisters 1967, dem vermuteten 500. Todesjahr, im Philadelphia Museum of Art statt. Die 84 Ausstellungsstücke kamen zum größten Teil aus Sammlungen innerhalb der USA.

### Gestaltung und Technik
Werkvergleiche lassen die Annahme zu, dass Meister E. S. sowohl vom sogenannten Meister der Spielkarten als auch von Rogier van der Weyden, Konrad Witz und der niederländischen Malerei beeinflusst worden sein könnte. Im Werk des Meisters der Spielkarten (von 1435 bis 1455 tätig) lässt sich erstmals ein persönlicher Stil eines Kupferstechers erkennen. Der Meister der Spielkarten zählt kunstgeschichtlich zu der ersten Generation von Kupferstechern, Meister E. S. dagegen zählt man zur zweiten Generation.
Die Kompositionen des Meisters E. S. sind meist noch geprägt durch die Vorlage von Buchmalereien. Sein grafisches Mittel der unzähligen kleinsten Strichlagen ist jedoch neu. Durch diese modelliert er Gegenstände, Falten, Schatten und Körperteile und lässt seine Figuren so an Plastizität gewinnen. Durch die erstmalige intensive Verwendung der Kreuzschraffur in dem Stich Segnender Erlöser in Halbfigur (1467, L 56) erreicht Meister E. S. eine neuartige optische Wirkung von Hell und Dunkel. Die Figuren entziehen sich durch diese grafische Differenzierungsmöglichkeit den abstrahierenden Umrisslinien, die erst durch eine Kolorierung an Körperlichkeit gewinnen konnten; sie behaupten sich als eigenständig – nur durch schwarze Strichlagen und weiße Zwischenräume –  und erschließen den Raum. Der spätgotische Figurenstil des Meisters E. S. fand in Mitteleuropa rasche Verbreitung. Er hob die Technik und die Ausdrucksmöglichkeit des Kupferstechens auf eine Höhe, auf der etwa Martin Schongauer (1450–1491) ansetzen konnte.

### Themen
Das Werk des Meisters E. S. enthält Darstellungen zum Alten Testament, zum Marienleben nebst Bildnissen Mariens und Jesu und zur Passionsgeschichte, zu den Aposteln und Evangelisten sowie zu Heiligen und Legenden. Neben Spielkarten und Wappen setzte Meister E. S. auch Liebesgärten, eine Ars moriendi und ein Figurenalphabet ins Bild.

### Bedeutende Blätter
Folgende Blätter werden kunsthistorisch als die bedeutendsten im Werk des Meisters E. S. eingeordnet:
- Große Madonna von Einsiedeln (L. 81)
- Johannes der Täufer mit dem Lamm Gottes (L. 149, Durchmesser 182 mm), Rundbild
- Vision des Kaisers Augustus und der Sibylle (L. 191, L. 192)
- Ars moriendi (Andachtsbuch, L. 181 bis L. 191)
- Kleines Kartenspiel (L. 237 bis L. 255), Großes Kartenspiel (L. 241 bis L. 257)
- Figurenalphabet (L. 283 bis L. 305)
- Großer Liebesgarten mit Schachspielern (L 214); Lockere Gesellschaft (L. 215)
- Geburt Christi (L. 23)
- Madonna auf dem Thron mit 8 Engeln (L. 76)
- Vorlagen für Goldschmiede

#### Bildnisse von Maria und Jesus

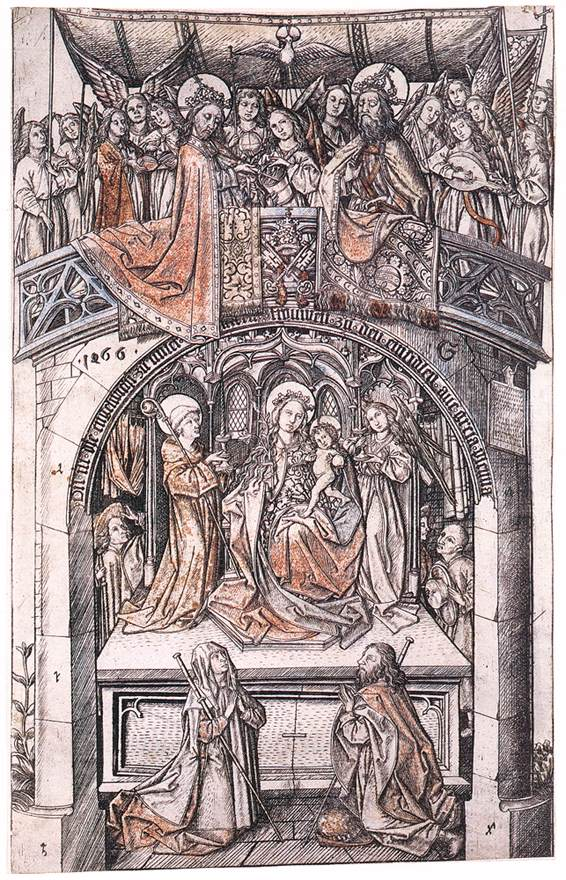
Große Madonna von Einsiedeln, 1466, handkoloriert (L. 81)

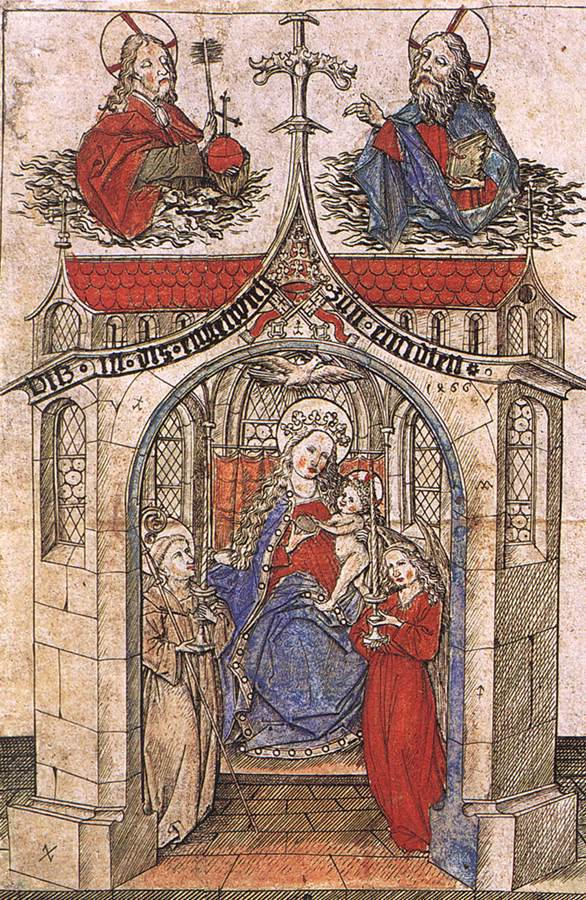
Kleine Madonna von Einsiedeln, handkoloriert (L. 72)

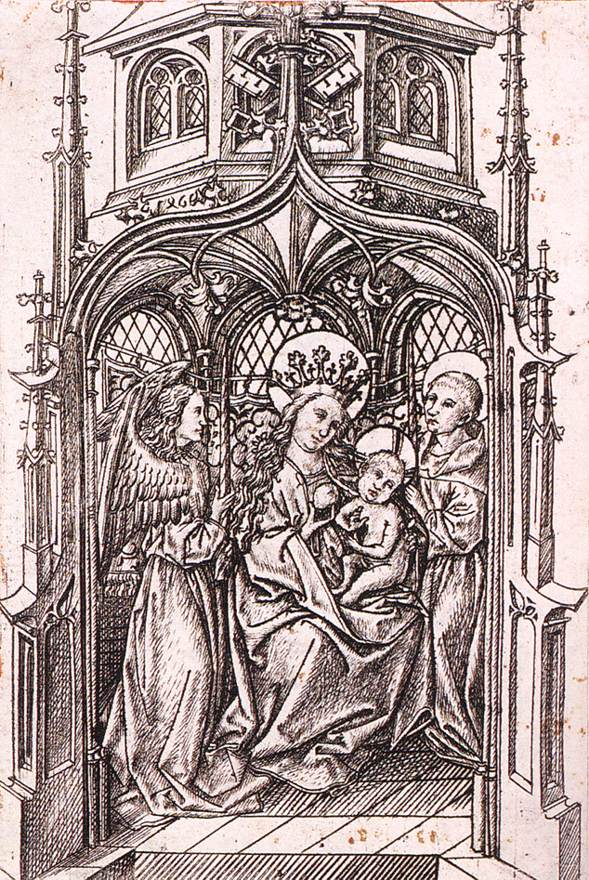
Kleinste Madonna von Einsiedeln (L. 68)

Andachtsbilder wie Bildnisse, Brustbilder oder Porträts Christi und der Muttergottes stehen für die Heilsgeschichte insgesamt und wurden hauptsächlich für die private Andacht hergestellt. Sie stehen, wenn auch nicht funktionell, so doch inhaltlich den Gnadenbildern nahe, die als Kultbilder Mittelpunkt ritueller Verehrung waren, und denen Wunderkräfte zugeschrieben wurden.
Charakteristisch für solche Andachtsbilder sind die drei Stiche des Gnadenbildes der thronenden Madonna von Einsiedeln aus dem Jahre 1466. Meister E. S. schuf sie zum 500-jährigen Jubiläum der Anerkennung der „Engelweihe“ der Marienkapelle des Klosters Einsiedeln durch Papst Leo VIII. Die Stiche sind allesamt datiert und beziehen sich mit Einsiedeln auf einen bestimmten Ort, was für frühe Kupferstiche ungewöhnlich ist. Einsiedeln war allerdings der wichtigste schweizerische Wallfahrtsort auf der Wallfahrtsroute des Jakobsweges nach Santiago de Compostela. Nach einer gefälschten Papstbulle soll ein Engel die Kapelle als Marienkapelle geweiht haben und sie damit zur Gnadenkapelle erhoben haben. Die Legende behauptet sogar, dass Christus selbst in Anwesenheit von Maria die Kapelle geweiht habe. Die Engelweihe wurde 1464 durch Papst Pius II. bestätigt, und eine päpstliche Urkunde sicherte den Pilgern während des 14-tägigen Engelweihfestes einen vollkommenen Ablass für ewige Zeit zu. Das auf den Kupferstichen dargestellte Gnadenbild der Madonna hat keinen direkten Bezug zur Legende der Engelweihe, sondern kam erst später als weiterer Gegenstand der Verehrung hinzu. Die Chroniken der Stadt Konstanz erwähnen ein Marienbild erstmals Mitte des 14. Jahrhunderts. Die drei Stiche von Meister E. S., die Große Madonna von Einsiedeln (L. 81, 206 × 123 mm), die Kleine Madonna von Einsiedeln (L. 72, 133 × 87 mm), und die Kleinste Madonna von Einsiedeln (L. 68, 97 × 65 mm) hatten unterschiedliche Formate und waren damit auf die unterschiedliche Zahlungsfähigkeit der Pilger ausgerichtet. Die Auflage der Kupferstiche war im Vergleich zu den Pilgerzeichen gering. Nach Hochrechnungen der Kunsthistoriker Landau und Parshall kann man von 50 bis maximal 3000 Abzügen pro Platte ausgehen. Damit hätten maximal 9000 Abzüge verkauft werden können.
In der kleinsten Madonna sieht man nur die Kapelle, die Madonna mit dem Christuskind, einen Engel sowie den Ordensstifter des Klosters, den heiligen Benedikt. In der kleinen Madonna schweben Christus und Gottvater als Halbfigur auf je einer Wolke über der Gnadenkapelle, Christus weiht die Kapelle mit Weihwasser und Weltkugel, Gottvater segnet die Kapelle. Über Maria schwebt eine Taube als Zeichen der Trinität. Eine Inschrift an der Kapelle lautet „Dicz ist dis engelwich zuon einsidlen“. Bei der Großen Madonna sind zusätzlich fünf Pilger dargestellt, ein Mann und eine Frau knien bereits, einer hat den Hut abgenommen, ein anderer will den Hut gerade abnehmen, ein weiterer kommt gerade erst hinzu. Auf der Brüstung unter einem Baldachin vollzieht Christus die Weihe, Gottvater segnet die Kirche und himmlische Engelchöre musizieren. Auf einem Torbogen steht „Dis ist die engelwichi zu unserer lieben frouwen zu den einsidlen ave (Maria) gr(a)cia plenna“. Die Handlung ist räumlich und zeitlich plausibel und erschlossen. In der kleinen Madonna bewegen sich Christus und Gottvater noch in der Realitätsebene einer immer währenden Anwesenheit. Die realistischere Bildsprache der großen Madonna will bewirken, dass Pilger dem Heiligen leibhaftig  begegnen könnten.
Auf der kleinsten Madonna ist außer der Gnadenkapelle kein Bezug zur Engelweihe zu finden, wie bei den beiden anderen Madonnen finden sich jedoch die päpstlichen Insignien als Hinweis auf die päpstliche Anerkennung des Einsiedler Wunders. Die unterschiedlichen Darstellungen der Madonna und der Gnadenkapelle auf den drei Kupferstichen legen die Vermutung nahe, dass die Abbildung einem stilistischen Ideal entsprach und eine authentische Abbildung der Marienstatue für Pilger ohne Belang war, da die Wirkung nur von den kleinen Andachtsbildern (oder Erinnerungsbildern) selbst ausging. Da sich die Benediktiner des Klosters bereits 1451 das ausschließliche Recht auf den Verkauf von Devotionalien sicherten, ist von einer Auftragsarbeit auszugehen.
Andachtsbilder sind seit dem 13. Jahrhundert bekannt und sollten mit einem pathos- und gefühlsreichen Nahausschnitt einer meist religiösen Erzählung an das Gefühlsleben des Betrachters appellieren und auf dialoghafte Weise zwischen Bild und Betrachter zum Nacheifern anregen. Das Andachtsbild diente als eine affektiv-kommunikative Regieanweisung für das Gefühlsverhalten. Ein bevorzugtes Thema von Andachtsbildern und zugleich die gängige Allegorie der Passion war der sogenannte Schmerzensmann.

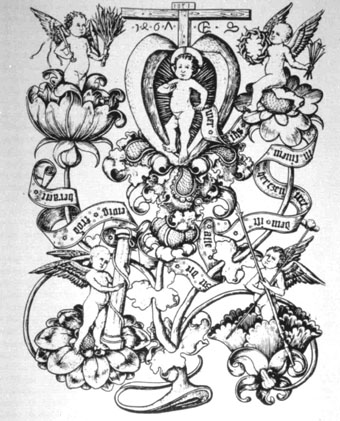
Christkind im Herzen (L. 51)

Entsprechend der damaligen Bildsprache wird der Schmerzensmann umrahmt von den Marter-, Leidens- oder Passionswerkzeugen. Kreuz, Dornenkrone, Nägel, der Essigschwamm mit Stab, 30 Silberlinge auf einem Brett, Lanze, Geißel, die Passionssäule, an der Christus geschlagen wurde, das Schweißtuch oder „Sudarium“, der Kreuztitulus INRI, Hammer, Bohrer, Strick, Grab und Grabtuch sind die gängigen Attribute einer solchen Darstellung, die auf die Passionsgeschichte und den Kreuzestod hinweisen. Christus verfügt als Schmerzensmann über insgesamt fünf Wundmale an der Körperseite, an den Händen und Füßen. Er zeigt sich, umgeben von den Leidenswerkzeugen, sowohl als Lebender als auch als Leidender. Das Mitleid erregende Bild sollte es dem Betrachter ermöglichen, sich mit dem Rechenschaft fordernden und dem Gnade gewährenden Richter zu identifizieren. Der Schmerzensmann und vier Engel mit Passionswerkzeugen (L. 55, siehe ganz oben) war der zu seinen Lebzeiten populärster Kupferstich des Meisters E. S.
Im Spätmittelalter gab es den Brauch, sich zum Jahresbeginn ein gemaltes, gedrucktes oder als kleine Figur gearbeitetes Christkind zu schenken, oft mit erbaulichen Texten. Im Kupferstich Christkind im Herzen (L. 51, rechts) ist auf dem Spruchband der Glückwunsch zu lesen „wer ihs (Jesus) in sinem herzen tre(g)t dem ist alle zit die ewige froed beraeit“. Um das Christkind herum tragen kleine Engel die Leidenswerkzeuge und verweisen auf die Passion Christi. Das ähnliche Blatt Christus mit Neujahrwunsch (L. 50, „Ein guot selig ior“) wird als eine der ersten Weihnachtskarten überhaupt angesehen.

#### Ars moriendi
Die Ars moriendi (lat. „Kunst des Sterbens“) des Meisters E. S. gehörte zur gleichnamigen beliebten Gattung der Erbauungsliteratur im Europa des 15. Jahrhunderts. Das Werk erschien es in einer langen (1415) und einer kurzen (1450) Version. Im zweiten Kapitel der älteren Version werden fünf Versuchungen beschrieben, die einen Menschen in seiner letzten Stunde bedrängen, und wie er ihnen widerstehen kann. Die Version von 1450 ist hauptsächlich eine Adaption des zweiten Kapitels der Version von 1415. Die jüngere Version beinhaltet elf Holzschnitte zu je fünf Paaren und einen letzten Schnitt. In den ersten fünf Schnitten ist zu sehen, wie Teufel Sterbende versuchen (Versuchung durch Verzweiflung, Versuchung im Glauben, Versuchung durch Ungeduld, Versuchung durch Hochmut, Versuchung durch zeitliche Güter). In den Gegenstücken ist dargestellt, wie himmlische Wesen Trost spenden (Ermutigung im Glauben, Trost durch Zuversicht, Trost durch Geduld, Trost durch Demut, Trost durch Abwendung vom Irdischen). Im letzten Stich sind die Teufel besiegt. Die erlöste Seele wird von einem Engel in den Himmel geführt.
Meister E. S. schuf elf Kupferstiche dieser Bildreihe in Anlehnung an eine illuminierte Handschrift von 1430. Zeitgleich erschien ein Blockbuch mit fast identischen Bildern und Erläuterungen in Form von Spruchbändern. Teufel oder Dämonen wollen zum falschen Glauben verleiten (Versuchung im Glauben), indem sie Salomos Götzenanbetung, die übermäßige Selbstkasteiung einer nackten Frau und die Tat des Selbstmörders als gefahrloses Handeln abtun. Auf den Verzweifelten (Versuchung durch Verzweiflung) wird von Teufeln mit Dolchen eingedrungen. Dem Hochmütigen (Versuchung durch Hochmut) bieten die Teufel Kronen an, eine mittelalterliche Allegorie für Stolz. Dem Geizigen (Versuchung durch zeitliche Güter) bieten sie ein Haus, ein Pferd mit Stall und einen gut gefüllten Keller. Ein der Ungeduld Erlegener (Versuchung durch Ungeduld) stößt den Tisch mit Speisen um und tritt einen Arzt in den Rücken.

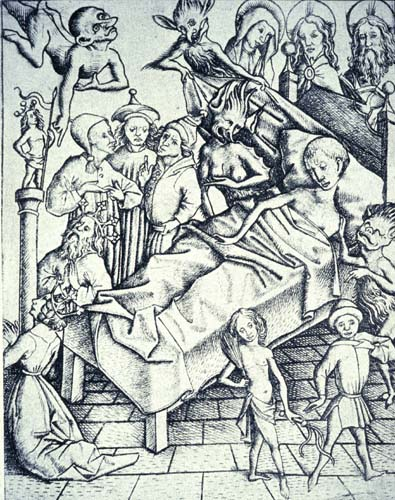
Versuchung im Glauben (L. 175)
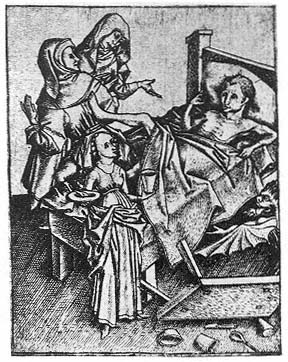
Versuchung durch Ungeduld (L. 179)

#### Liebesgarten
Meister E. S. spielt im sogenannten Liebesgarten satirisch auf die höfische Art des Umgangs zwischen Liebenden an. Der Liebesgarten, der sogenannte hortus amoenus ist ein mittelalterliches Motiv der Minnelyrik und geht zurück auf ein christliches Motiv der Mariendichtung, den hortus conclusus. Im Liebesgarten bilden Mauern, Zäune, Erfrischung spendende Brunnen und Bäche, Bänke, schattenspendende Bäume, hohe Hecken, wohlriechende Blumen, singende Vögel, Musik und Gesang und auch Schachspieler einen Hort der Sittsamkeit, Standhaftigkeit und Treue, in den weltliche Laster keinen Zugang finden.
Die Handlungen der Liebenden im Liebesgarten sind ritueller und allegorischer Natur. Der Garten ist ausgehend vom französischen Rosenroman aus dem 13. Jahrhundert ein wichtiges Motiv der Minneallegorie des Mittelalters. In verschiedenen Bildern variiert Meister E. S. das Thema von liederlichen und unzüchtigen Paaren in Liebesgärten, die der Wollust frönen. Narren –denen der Zugang zum Liebesgarten normalerweise verwehrt ist – heben halbnackten Jungfrauen den Rock hoch und greifen ihnen an die Brüste, was diese nur halbherzig und mehr lockend abwehren. In diesen freizügigen Darstellungen, mit Narren als Zeichen der Moral, brandmarkt Meister E. S. das Sündhafte der freien Liebe und formuliert erstmals bildlich die Vorstellung einer sündhaften Lasterwiese. Der Narr diente im Mittelalter als (moralisierender) Kommentator (siehe die Satire Narrenschiff) und hielt den Menschen durch sein Handeln, zum Beispiel auf Bühnen, einen Spiegel vor Augen. Auf den Stichen des Meisters E. S. tritt er neben nackten Verführerinnen und Damen, die als Zeichen der käuflichen Liebe eine Geldbörse mit sich tragen, als lüsterner und lächerlicher Tor auf, dem die Hose bereits runterrutscht. Die von Meister E.S. dargestellten Figuren blicken lasziv zum Bildbetrachter und machen ihn damit zum Komplizen.

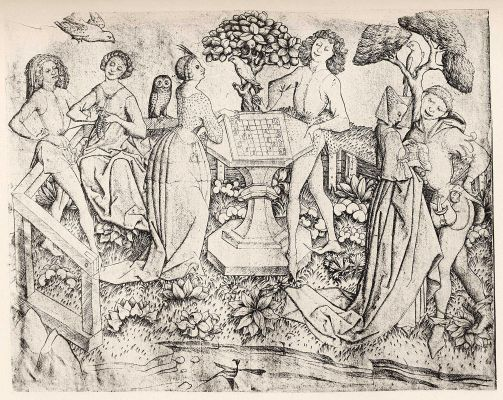
Großer Liebesgarten mit Schachspielern (L. 214)
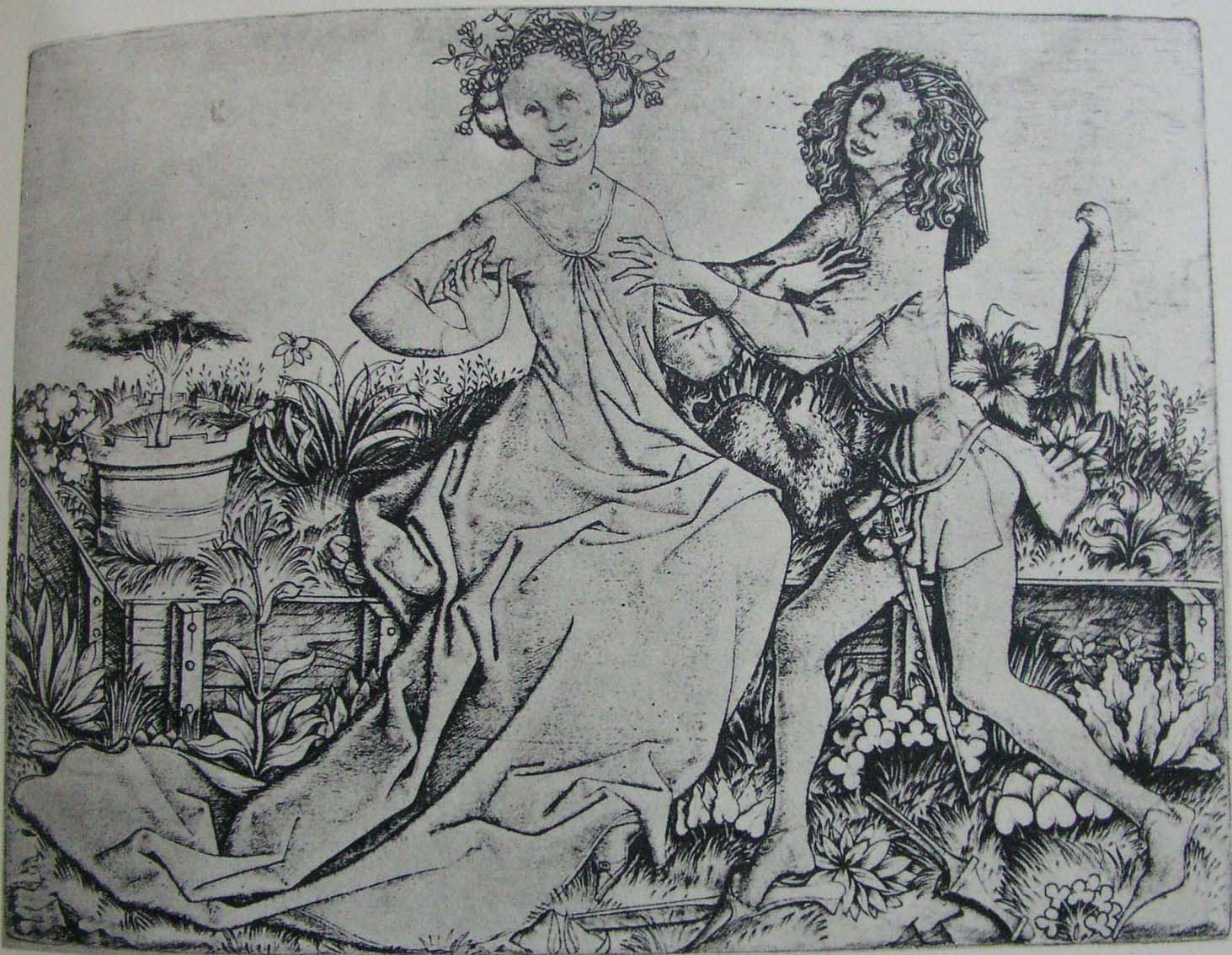
Liebespaar auf der Gartenbank (L. 211)

#### Figurenalphabet

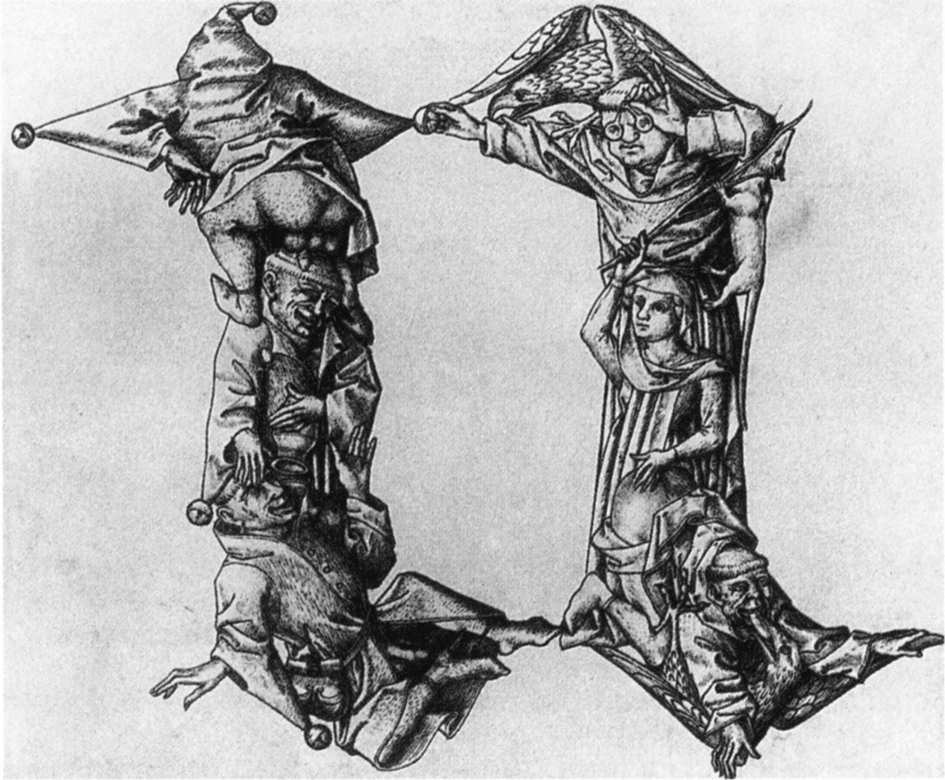
Buchstabe n, 1465 (L. 295)

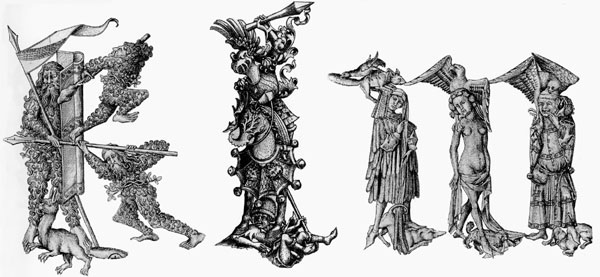
Die Buchstaben k, l und m

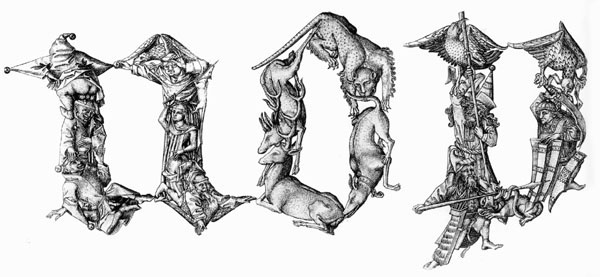
Die Buchstaben n, o und p

Figurenbuchstaben waren bereits bei Buchmalern zur Zeit der Karolinger beliebt. Spätgotische Grafiker nahmen diese Tradition in spielerischer Weise wieder auf. Obwohl es Vorbilder und Vorlagenbücher wie etwa das von Giovannino de’ Grassi aus Bergamo gab, übertrugen Kupferstecher die Bilder in zeitgemäße Darstellungen und schufen mit den Mitteln des Stechers, den winzigen Strichen und Schattierungen, neuartige plastische und lebendige Darstellungen. Das Erstellen eines Figurenalphabets wurde, wie zuvor das der Initiale als Vorwand für Zierseiten, eine eigene künstlerische Tätigkeit. Drolerien, geschnitzte Figuren von Tieren oder Menschen in Chorgestühlen, waren zu Zeiten des Meisters E. S. ebenfalls bekannt.
Das Figurenalphabet, ein Spätwerk des Meisters, umfasst 23 Minuskeln des gotischen Alphabets oder Quadrattextura. Die Figuren treten über die Konturen der Buchstaben hinaus und orientieren sich an ihrem eigenen Körperbau, sie formen den Buchstaben. Die Themen sind größtenteils profaner Natur, nur die vier Buchstaben c (Margaretha), d (Johannes der Täufer), v (Christophorus) und y (Georg) stellen populäre Heilige dar. Bei den Buchstaben s und z küssen sich Tiere verschiedener Arten, eine Allegorie zur freien Liebe. In drei Buchstaben, dem m, n und g verbirgt sich „hinter den Darstellungen närrischer Zügellosigkeit […] aber wohl auch die heimliche Lust des zeitgenössischen Voyeurs“ (Bevers). Dabei formuliert Meister E. S. Kritik. Im Buchstaben n sind zwei mit Narrenschellen behangene Mönche entblößt, während ein dritter ein Uringefäß über den unter ihm liegenden leert. Eine junge Frau schlägt mit dem Stock auf den bloßen Hintern des vor ihr knienden Mönchs, dem würdelos die Zunge aus dem Hals hängt. Hier wird „das unkeusche und lasterhafte Leben der Kleriker aufs Korn genommen“ (Bevers). Das Tragen der Narrenschellen zeigt die Mönche als Narren, die ihre eigenen Handlungen kritisieren.
Durch diese Haltung entflieht die Bildproduktion illustrierenden und frommen Bildbelegen und wird zum Medium intellektueller Auseinandersetzung. Die teilweise als unmoralische Darstellungen angesehenen Stiche sind wahrscheinlich von Kunstsammlern in Auftrag gegeben worden. Das übergreifende Thema des Alphabets ist der mittelalterliche Kampf zwischen Gut und Böse, zwischen christlichen Tugenden und dem „Gegenbild einer gottgewollten Weltordnung“ (Wurst 1999). Dieses Gegenbild wird in Form sittlich-moralisch falscher Motive, einer „verkehrten Welt“, dargestellt, um die Menschen zu erschrecken und an ein christliches Leben zu gemahnen. Es kämpfen Ritter, Knechte, Türken, wilde Leute, Jäger und Tiere. Die Mönche kämpfen gegen ihre Begierden, die Heiligen haben die unter ihnen abgebildeten Drachen bereits besiegt. Inhaltlich zeigt das Alphabet die niederen Triebe, seiner Form nach verlangt es nach geistiger und kultureller Kraft. Die Buchstaben sind keine Witzbilder im Verständnis eines Menschen des 21. Jahrhunderts. Die vier Buchstaben der Heiligen weisen auf ikonographisch ungewöhnliche Weise auf die Rettung des Menschen und die Erlangung des ewigen Lebens hin. Johannes der Täufer zeigt im Buchstaben d zum einen auf das Buch des Lebens und somit auf das Ende des Lebens. Zum anderen zeigt er auf das Lamm Gottes, das Symbol des Opfertodes Christi und der Vergebung der Sünden, und weist so auf ein Leben im Sinne Christi als einzigen Weg. Das Buch des Lebens ist zudem ein Verweis auf die Heilige Schrift, „womit ein Bezug zum Alphabet im Rahmen des Kunstwerkes hergestellt ist“ (Wurst 1999).

#### Kartenspiel

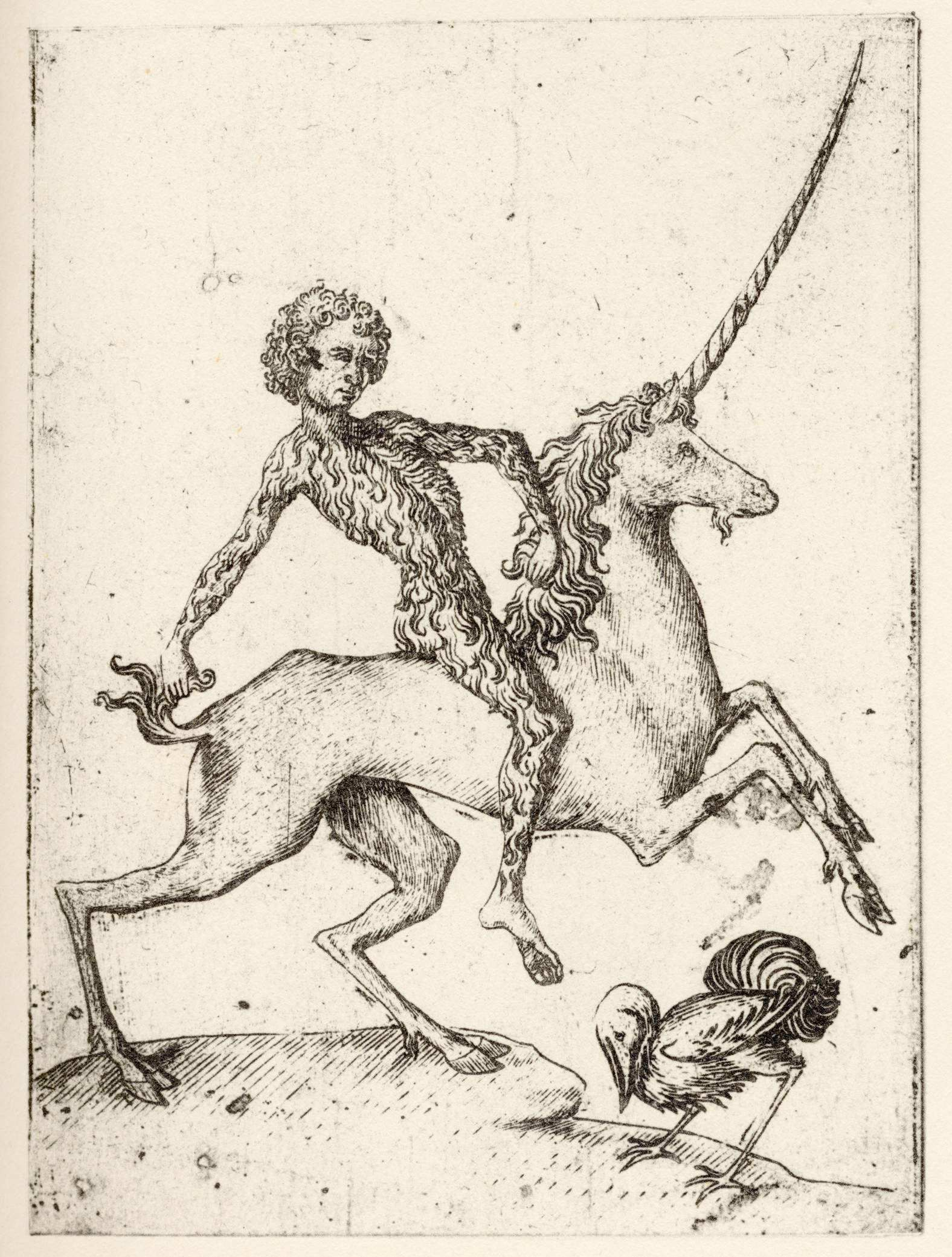
Das große Kartenspiel, Vogel-Unter (L. 269)

In der frühen Druckgrafik wurden die sehr beliebten Kartenspiele meist mit dem billigeren Holzschnitt hergestellt. Seltene und teure Kartenspiele im Kupferstich befriedigten höhere Ansprüche. Aus dem 15. Jahrhundert sind neun, teilweise nur unvollständig erhaltene, Kartenspiele im Kupferstich überliefert. Zwei davon werden Meister E. S. zugeschrieben, das Kleine Kartenspiel und das Große Kartenspiel. Bei dem kleinen Kartenspiel sind 15 von 52, beim großen Kartenspiel 41 von 48 Spielkarten erhalten. Beide Blätter bestehen aus den vier Figuren Unter, Ober, Dame, König, zum kleinen Blatt gehören neun Zahlen (As-9), zum großen Blatt acht Zahlen (2–9), die Zehn ist in keinem Blatt vorhanden. Die Farben im großen Blatt sind Menschen, Hunde, Vögel und Wappen, im kleinen Blatt Tiere, Helme, Wappen und Blumen. Die Figuren sitzen im großen Spiel auf Reittieren (Pferd, Einhorn, Kamel), im kleinen Spiel sitzen König und Dame auf dem Thron oder stehen wie Unter und Ober auf dem Boden. Die ober- oder untergeordnete Position des Farbsymbols unterscheidet den Unter vom Ober (links: Vogel Unter). Die Wappen können nur teilweise zugeordnet werden. Auf der Wappen-Sieben sind beispielsweise die Wappen der Kurfürsten zu sehen, auf der Zwei der Doppeladler des Reiches und das Bindenschild, beim König die Lilien Frankreichs. Andere Wappen zeigen bloße Kreuze und Balken etc.

#### Wappen
Zur Zeit des Meisters E. S. bildeten der nördliche Teil der heutigen Schweiz und oberrheinische Gebiete des heutigen Süddeutschland, als die Vorlande, einen Teil Österreichs. In diesem Gebiet wirkte Meister E. S. Das Wappen Österreichs ist das auf einigen Stichen zu sehende Bindenschild mit dazugehörender Helmzier. Als Schildhalter fungieren liebenswürdige Damen. Solche Drucke wurden als Exlibris in Bücher geklebt, gesammelt und getauscht. Die Wappen dienten nicht mehr nur der Repräsentanz der wappenführenden Personen, sondern entwickelten sich zu Ornamenten. Aufgrund der Beliebtheit von Wappenbildern und Andachtsbildern stach Meister E. S. sogar zwei Wappen Christi (L. 188, L. 189). Die Wappen enthalten die Passionswerkzeuge, Helmzier ist die Dornenkrone mit segnender Hand, Schildhalter sind Jesus und Maria selbst.

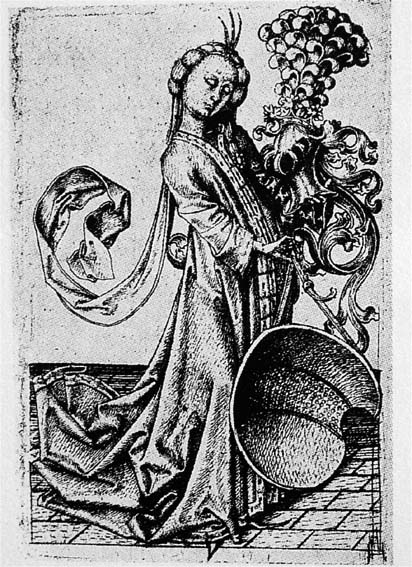
Dame mit Helm und Bindenschild (L. 220)
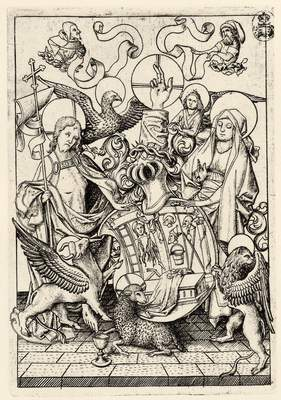
Passionswappen mit Gotteslamm